# Верхние Лузы
Верхние Лузы — село в Заинском районе Татарстана. Входит в состав Бегишевского сельского поселения.

## География
Находится в верховье реки Лузинка, в 32 км к северу от железнодорожной станции Заинск.

## История
Село было основано в начале XVIII века.
До 1860-х годов жители относились к сословию государственных крестьян (из ясачных татар). Их основные занятия в этот период — земледелие и скотоводство, были распространены пчеловодство, кустарные промыслы.
В «Списке населенных мест по сведениям 1870 года», изданном в 1877 году, населённый пункт упомянут как деревня Верхние Лузи (Верхние Лучи) 3-го стана Мензелинского уезда Уфимской губернии. Располагалась при речке Лузинке, по правую сторону коммерческого тракта из Бирска в Мамадыш, в 73 верстах от уездного города Мензелинска и в 15 верстах от становой квартиры в селе Заинск (Пригород). В деревне, в 40 дворах жили 263 человека (татары, 137 мужчин и 126 женщин), были мечеть, училище, водяная мельница. Помимо традиционных земледелия и скотоводства, жители занимались пчеловодством.
В конце XIX века в селе действовали мечеть (сгорела в 1910 г., вместо неё построена новая; разобрана в 1990–2000-х гг. из-за ветхости), общественная водяная мельница, хлебозапасный магазин, 2 бакалейные лавки, с 1913 г. – земская смешанная школа. В этот период земельный надел сельской общины составлял 643 десятины.
По подворной переписи 1912—1913 годов, из 123 дворов 29 были безлошадными, 91 – одно-, двухлошадными, 3 хозяйства имели по три и более рабочих лошадей. 96 семей помимо сельского хозяйства занимались кустарными промыслами.
До 1920 года село входило в Токмакскую волость Мензелинского уезда Уфимской губернии. С 1920 года в составе Мензелинского, с 1921 года — Челнинского кантонов ТАССР. С 10 августа 1930 года в Челнинском, с 10 февраля 1935 года в Заинском, с 1 февраля 1963 года в Челнинском, с 1 ноября 1972 года в Заинском районах.
В период коллективизации в селе был организован первый колхоз (с 1998 года – сельскохозяйственный производственный кооператив), с 2006 года подразделение агрофирмы «Зай» (полеводство, молочное скотоводство).

## Население
| 1859 | 1870 | 1897 | 1920 | 1926 | 1938 | 1949 | 1970 | 1979 | 1989 | 2002 | 2010 | 2017 |
| ---- | ---- | ---- | ---- | ---- | ---- | ---- | ---- | ---- | ---- | ---- | ---- | ---- |
| 241  | 263  | 525  | 776  | 630  | 578  | 530  | 504  | 405  | 267  | 174  | 142  | 127  |

Национальный состав села — татары.

## Инфраструктура
Начальная школа, фельдшерско-акушерский пункт.

## Религия
Мечеть (с 2002 г.).